# Ундорские горы
Ундорские горы — возвышенность в Ульяновской области, на правом берегу реки Волга, ограничены рекой Свияга на западе, Волгой на востоке, селом Ундоры на севере, городом Ульяновск на юге. Названы в честь села Ундоры. Расположение варьируется: в некоторых источниках выделяют также Городищенские горы.
Залежи горючих сланцев. В Ундорских горах находят большое количество окаменелостей рыб и морских ящеров.